# 氧化钬
氧化钬，又称三氧化二钬，化学式Ho2O3，是稀土元素钬与氧元素组成的化合物，与氧化镝并为已知顺磁性最强的物质之一。氧化钬是氧化铒矿物的成分之一。天然状态下，氧化钬常与镧系元素的三价氧化物共存，需要专门方法才能将其分离。氧化钬可用于制备特殊颜色的玻璃。含有氧化钬的玻璃和溶液的可见吸收光谱有一系列尖锐的峰，因此传统上用作分光光谱仪校准用标准。

## 性质

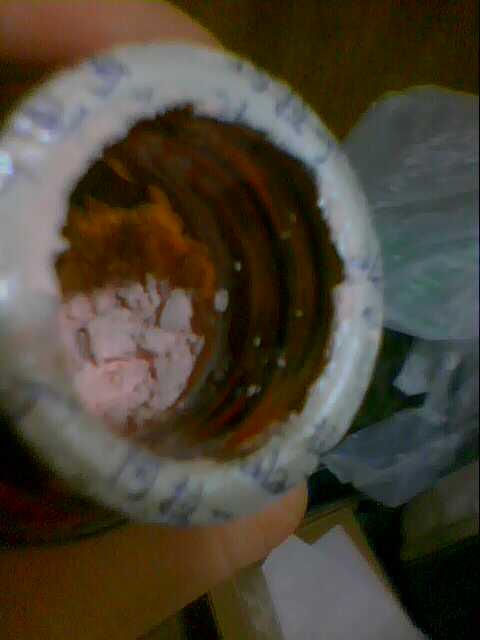
粉红色的氧化钬(III)

### 外观
依光照条件，氧化钬有相当显著的颜色变化。日光照射下为浅黄色，三原色光源下，呈强橘红色，与同样光照下的氧化铒几乎无法区分，这与它的明锐的磷光发射带有关
。氧化钬具有宽达5.3 eV的带隙，因此，本应无色。氧化钬的黄色是大量的晶格缺陷（比如氧空位）和Ho3+的内转换造成的。

### 晶体结构

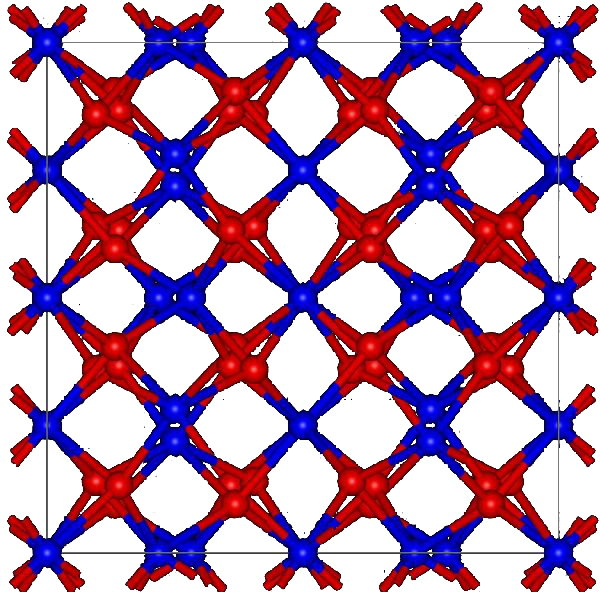
Ho_{2}O_{3}在室温下沿立方轴的结构，红色原子为氧原子

氧化钬晶体属于立方晶系，但结构更为复杂，每个单胞有许多原子，晶格常数较大，为1.06 nm。这种结构是重稀土元素的氧化物的典型结构，比如 Tb2O3, Dy2O3, Er2O3, Tm2O3, Yb2O3和Lu2O3。氧化钬的热膨胀系数相对较大，达7.4 µm/°C。

### 反应
氧化钬与盐酸或氯化铵反应，生成氯化钬：
Ho2O3 + 6 NH4Cl → 2 HoCl3 + 6 NH3 + 3 H2O

## 历史
钬（Holmia，为斯德哥尔摩的拉丁名）是1878年由马克·德拉方丹和雅克-路易·索雷发现的，他们当时注意到一种未知元素的异常的吸收光谱带。1878年末，佩尔·特奥多尔·克莱韦也在氧化铒研究中独立发现了这种元素。
利用化学家卡尔·古斯塔夫·莫桑德发展的方法，克莱韦清理出了氧化铒中的杂质，杂质中有棕色和绿色两种杂质，他把棕色物质以其家乡斯德哥尔摩命名为“钬”（holmia），把绿色物质命名为“铥”（thulia）。后来发现，他分离出的其实分别是氧化钬和氧化铥。

## 矿体赋存

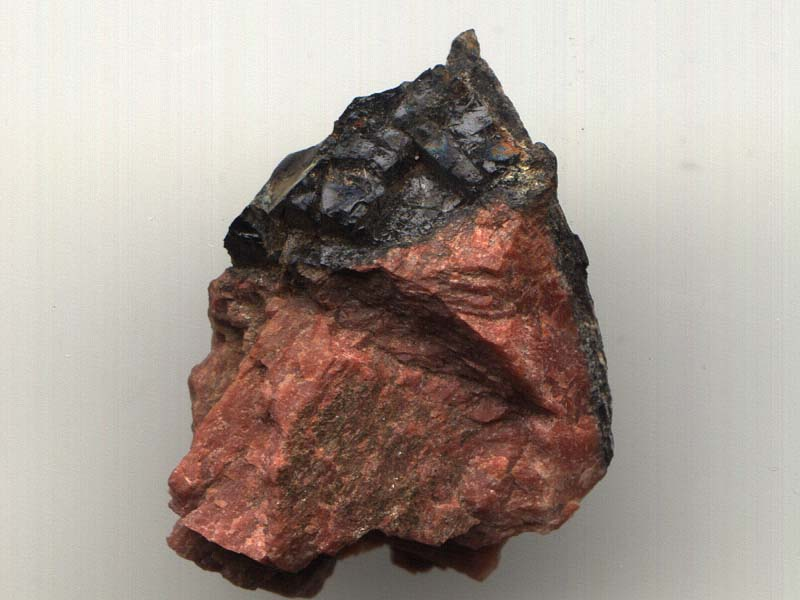
硅铍钇矿

氧化钬以痕量存在于硅铍钇矿、磷铈镧矿和其他稀土矿中。钬金属在空气中会立即氧化，因此天然钬与钬是同意语。钬在地球上的丰度为1.4 mg/kg，各元素中排第56位。钬矿主要分布中国、美国、巴西、印度、斯里兰卡和澳大利亚，总储量估算为400,000吨。

## 工业生产
氧化钬典型的提取过程简述如下：矿物压碎研磨。反复使用电磁选矿法，从磷铈镧矿中把氧化钬分离出来。选矿之后，用热的浓硫酸处理，产生可溶于水的几种稀土元素的硫酸盐。酸性滤液用氢氧化钠部分中和至pH值在3-4之间。钍会以氢氧化物的形式沉淀出来。然后，溶液以草酸铵处理，把稀土盐转化为不溶的草酸盐。通过退火，草酸盐转化为氧化物，将氧化物溶于硝酸，主要成分铈的氧化物不溶于硝酸，这样就把铈分离了出来。
将氧化钬从稀土元素里分离出来的最高效的方法是离子交换法。稀土离子被吸附到合适的离子交换树脂上，然后用合适的络合剂，如柠檬酸铵或氨三乙酸，把稀土离子选择性冲洗出来。

## 应用

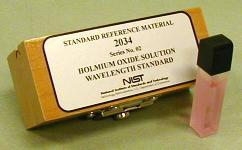
4%的氧化钬溶于10%的高氯酸，永久融合入石英比色皿，可作为光学校准用标准

氧化钬可用作苏联钻和玻璃的黄、红着色剂。含有氧化钬的玻璃和氧化钬溶液（常为高氯酸溶液）在 200-900 nm范围内的光谱有明锐的吸收峰，因此可用作光谱仪校准用标准，并且已经商业化。如其他稀土元素一样，氧化钬也用作特种催化剂、磷光体和激光材料。钬激光波长约为2.08 μm，可以是脉冲也可以是连续光。这种激光对眼无害，可用于医学、光学雷达、风速测量和大气监测。

## 对健康的影响
氧化钬不是太危险，但反复过量接触会引起肉芽肿瘤和血红蛋白血症。氧化钬具有低口服毒性、皮肤毒性和吸入毒性，无刺激性。口服半数致死量大于1g每千克体重。